# Torna az 1928. évi nyári olimpiai játékokon
Az 1928. évi nyári olimpiai játékokon a tornában nyolc versenyszámban osztottak érmeket, a hét férfi szám mellett először versenyeztek nők is összetett csapatversenyben.

## Férfi

### Éremtáblázat
A táblázatban a rendező ország csapata eltérő háttérszínnel, az egyes számoszlopok legmagasabb értéke, vagy értékei vastagítással kiemelve.
| Az 1928. évi nyári olimpiai játékok éremtáblázata férfi tornában | Az 1928. évi nyári olimpiai játékok éremtáblázata férfi tornában | Az 1928. évi nyári olimpiai játékok éremtáblázata férfi tornában | Az 1928. évi nyári olimpiai játékok éremtáblázata férfi tornában | Az 1928. évi nyári olimpiai játékok éremtáblázata férfi tornában | Olimpia  |
| ---------------------------------------------------------------- | ---------------------------------------------------------------- | ---------------------------------------------------------------- | ---------------------------------------------------------------- | ---------------------------------------------------------------- | -------- |
|                                                                  | Ország                                                           | Arany                                                            | Ezüst                                                            | Bronz                                                            | Összesen |
| 1.                                                               | Svájc (SUI)                                                      | 5                                                                | 2                                                                | 2                                                                | 9        |
| 2.                                                               | Csehszlovákia (TCH)                                              | 1                                                                | 3                                                                | 1                                                                | 5        |
| 3.                                                               | Jugoszlávia (YUG)                                                | 1                                                                | 1                                                                | 3                                                                | 5        |
| 4.                                                               | Olaszország (ITA)                                                | 0                                                                | 1                                                                | 0                                                                | 1        |
| 5.                                                               | Finnország (FIN)                                                 | 0                                                                | 0                                                                | 1                                                                | 1        |
|                                                                  |                                                                  |                                                                  |                                                                  |                                                                  |          |
| Összesen                                                         | Összesen                                                         | 7                                                                | 7                                                                | 7                                                                | 21       |

### Érmesek
A táblázatban a rendező ország csapata eltérő háttérszínnel, az egyes számoszlopok legmagasabb értéke, vagy értékei vastagítással kiemelve.

## Női

### Éremtáblázat
A táblázatban a rendező ország csapata eltérő háttérszínnel, az egyes számoszlopok legmagasabb értéke vagy értékei vastagítással kiemelve.
| Az 1928. évi nyári olimpiai játékok éremtáblázata női tornában | Az 1928. évi nyári olimpiai játékok éremtáblázata női tornában | Az 1928. évi nyári olimpiai játékok éremtáblázata női tornában | Az 1928. évi nyári olimpiai játékok éremtáblázata női tornában | Az 1928. évi nyári olimpiai játékok éremtáblázata női tornában | Olimpia  |
| -------------------------------------------------------------- | -------------------------------------------------------------- | -------------------------------------------------------------- | -------------------------------------------------------------- | -------------------------------------------------------------- | -------- |
|                                                                | Ország                                                         | Arany                                                          | Ezüst                                                          | Bronz                                                          | Összesen |
| 1.                                                             | Hollandia (NED)                                                | 1                                                              | 0                                                              | 0                                                              | 1        |
| 2.                                                             | Olaszország (ITA)                                              | 0                                                              | 1                                                              | 0                                                              | 1        |
| 3.                                                             | Nagy-Britannia (GBR)                                           | 0                                                              | 0                                                              | 1                                                              | 1        |
|                                                                |                                                                |                                                                |                                                                |                                                                |          |
| Összesen                                                       | Összesen                                                       | 1                                                              | 1                                                              | 1                                                              | 3        |

### Érmesek
A táblázatban a rendező ország versenyzői eltérő háttérszínnel kiemelve.
| Az 1928. évi nyári olimpiai játékok érmesei női tornában | | | |
| Versenyszám                                              | Arany | Ezüst | Bronz |
| Összetett csapat                                         | Hollandia (NED) · Estella Agsteribbe · Jacomina van den Berg · Alida van den Bos · Petronella Burgerhof · Elka de Levie · Helena Nordheim · Anna Polak · Petronella van Randwijk · Hendrika van Rumt · Judikje Simons · Jacoba Stelma · Anna van der Vegt · 316,75 | Olaszország (ITA) · Bianca Ambrosetti · Lavinia Gianoni · Luigina Giavotti · Virginia Giorgi · Germana Malabarba · Clara Marangoni · Luigina Perversi · Diana Pizzavini · Anna Tanzini · Carolina Tronconi · Ines Vercesi · Rita Vittadini · 289,00 | Nagy-Britannia (GBR) · Annie Broadbent · Lucy Desmond · Margaret Hartley · Amy Jagger · Isobel Judd · Jessie Kite · Marjorie Moreman · Edith Pickles · Ethel Seymour · Ada Smith · Hilda Smith · Doris Woods · 258,25 |